# Gnossiennes

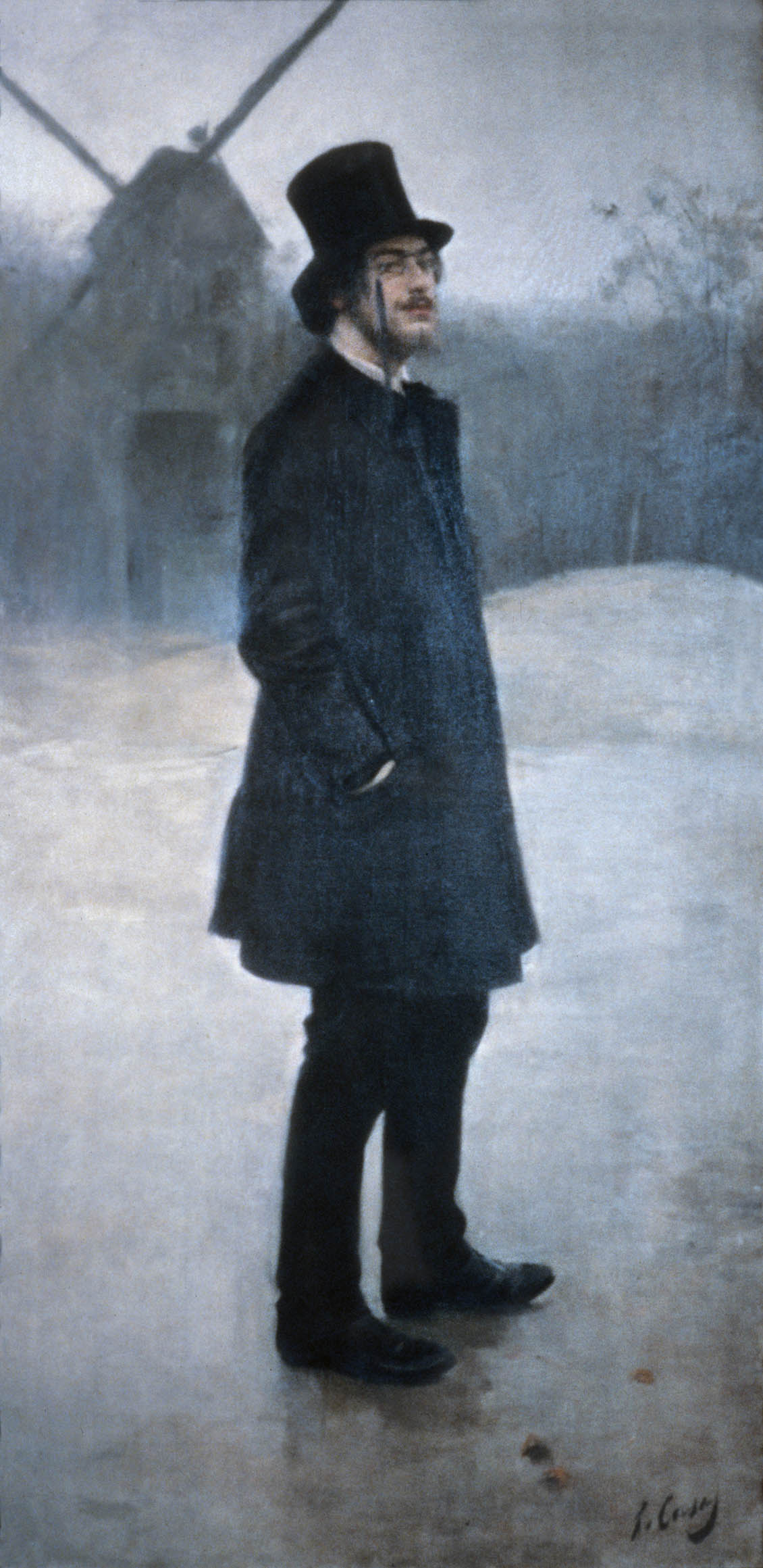
Erik Satie (1891, Ramón Casas).

Las Gnossiennes son una serie de piezas para piano escritas por el compositor francés Erik Satie entre 1889 y 1897. Esta colección junto a Trois sarabandes y las Gymnopédies suelen clasificarse como danzas.

## Historia

### Composición
La composición de esta serie se desarrolló entre 1889 y 1897, en la década siguiente a la creación de las Trois sarabandes de 1887 y las Trois gymnopédies de 1888. La numeración empleada en la actualidad no coincide con el orden cronológico de composición de las piezas. La que conocemos hoy como n.º 5 fue probablemente la primera en ser compuesta el 8 de julio de 1889. Las tres primeras fueron escritas en 1890, cuando Satie tenía poco más de veinte años. La n.º 4 fue terminada en 1891 y la n.º 6 en 1897. La composición de la última pieza marcó el final de un hiato compositivo que había comenzado en 1896 y se había prolongado dos años, durante el que Satie según su amigo Grass-Mick "no hizo nada en absoluto... Nunca lo vi trabajar ni escribir". Quizá el compositor se encontraba desorientado por los acontecimientos ocurridos en Montmartre, como la muerte de Rodolphe Salis en 1897 y el consiguiente cierre del célebre cabaré Le Chat Noir. Ese mismo año fue más prometedor el estreno de sus Gymnopédies n.º 1 y n.º 3 en la orquestación de Debussy, que fueron bien recibidas por el público y animaron al compositor a volver a componer.
Al igual que las sarabandes y gymnopédies, las Gnossiennes suelen considerarse danzas. No es seguro que esta calificación provenga del propio Satie, puesto que la sarabanda y la gimnopedia ya eran históricamente conocidas como danzas.

### Denominación
Satie acuñó la denominación «gnossienne» y esta fue una de las raras ocasiones en que un compositor emplea un nuevo término para indicar un nuevo tipo de composición. Satie utilizó muchos nombres nuevos para sus creaciones ("vexations", "croquis et agaceries" y así sucesivamente). Por ejemplo, ogive (ojiva) había sido el nombre de un elemento arquitectónico hasta que Satie lo utilizó como nombre de una composición, la Ogives. «Gnossienne», sin embargo, era una palabra que no existía antes de que el maestro francés la utilizase como título de una pieza. 
El título de estas piezas ha desconcertado a los intérpretes. Algunos creen que es una referencia a una doctrina gnóstica, ya que la palabra parece derivar de "gnosis" y Satie participó en movimientos gnósticos en el momento en que emprendió la composición de estas obras. Otros interpretan que el término deriva del "Knossos" o "gnossus" cretense. Así pues, lo ven como una insinuación al antiguo Palacio de Cnosos, al mito de Teseo, Ariadna y el Minotauro y a las majestuosas figuras cretenses que giran sin cesar alrededor de la oscura cerámica que allí se encuentra. Varios sitios arqueológicos relacionados con ese tema estaban siendo excavados en aquel momento.

### Publicación
La primera edición de las tres primeras gnossiennes fue llevada a cabo en septiembre de 1893 bajo el título "Trois gnossiennes" en el Le Figaro musical n.º 24 (las n.º 1 y n.º 3, la última de ellas entonces era n.º 2) y en Le Cœur los n.º 6 y 7 de septiembre-octubre de 1893 (la n.º 2 impresa como facsímil, entonces como n.º 6). No es improbable que hubiese una revisión antes de su publicación en 1893. La segunda gnossienne incluso puede haber sido compuesta ese mismo año puesto que el manuscrito está fechado "abril 1893".  La primera publicación de estas piezas agrupadas y numeradas tal como se conocen en la actualidad fue llevada a cabo por Rouart-Lerolle en 1913. En ese momento Satie indicó 1890 como fecha de composición de las tres. En la reimpresión de 1913 de la primera gnossienne figura una dedicatoria para el compositor francés Alexis Roland-Manuel. El facsímil impreso de 1893 contenía una dedicatoria para Antoine de La Rochefoucauld, que no aparece en la reimpresión de 1913. Rochefoucauld fue un cofundador de la Orden Rosa-Cruz Católica y Estética del Templo y del Grial de Joséphin Péladan en 1891. Sin embargo, en la segunda publicación de las Trois gnossiennes, Satie había roto ya desde hacía bastante tiempo con los rosacruces.
La publicación de las tres siguientes gnossiennes fue llevada a cabo de manera póstuma por Robert Caby con la editorial Salabert en 1968, mucho después de la muerte de Satie. Ninguna de ellas parece haber sido numerada, ni tan siquiera titulada como gnossienne por el propio Satie. La secuencia de las obras en la publicación de 1968 no se corresponde con el orden cronológico de composición de las mismas. Es muy poco probable que el compositor las hubiera considerado tres integrantes de un solo conjunto.

## Estructura y análisis
La colección de seis piezas se puede dividir en dos bloques en función de su fecha de publicación:
- Trois gnossiennes
  - N.º 1 Lent
  - N.º 2 Avec étonnement
  - N.º 3 Lent
- Gnossiennes n.º 4–6
  - N.º 4 Lent
  - N.º 5 Modéré
  - N.º 6 Avec conviction et avec une tristesse rigoureuse

La interpretación de todo el conjunto dura aproximadamente 12 minutos. Satie, hombre extravagante y pionero, reveló su verdadera naturaleza en estas seis composiciones para piano. Con ligeras similitudes con sus Gymnopédies y Sarabandes, muestran de forma concisa sus aptitudes tempranas y su genuino carácter. Se distinguen de las demás composiciones de Satie por tres aspectos fundamentales: se consideran uno de los dos testimonios inestimables de su juventud; son las primeras obras de la historia musical moderna escritas en notación sin compás; y son las primeras de sus obras que contienen sus famosas e ingeniosas instrucciones e indicaciones. De estilo neoclásico, cada una de ellas se compone de una única idea rítmica y armónica mutable que pasa por una serie de sutiles cambios. Contienen melodías repetitivas de base modal que, en paralelo con sus acompañamientos de acordes, prefiguran el interés de Satie por el canto religioso y la monodia, que más tarde se convertiría en una obsesión. Las cuatro primeras piezas compuestas (n.º 5, 1, 2 y 3) incorporan influencias exóticas en el efecto hipnótico de la repetición del gamelán javanés, así como las acciaccaturas y estilo melódico de la música tradicional rumana. Ambas músicas le causaron impresión en la Exposición Universal de París de 1889. Al año siguiente, Satie se vio aún más influido cuando conoció al escritor francés Joséphin Péladan y la secta Rose Croix.
El vocabulario musical de las Gnossiennes es una continuación el de las Gymnopédies (desarrollo iniciado en 1886 con Ogives → Sarabandes → Gymnopédies → Gnossiennes) que más tarde conduce a una mayor experimentación armónica en composiciones como Danses gothiques. Todas estas series de piezas se encuentran en el núcleo del estilo decimonónico característico de Satie. En este sentido se diferencian de sus obras de salón tempranas (al igual que las composiciones de tipo vals publicadas en 1887), sus obras de cabaret del cambio de siglo como el vals Je te veux y sus piezas para piano solo posteriores a la Schola Cantorum, empezando por el Préludes flasques de 1912.
A lo largo de toda la partitura aparecen extensamente indicaciones ingeniosas e incluso poéticas escritas por Satie. Esta tendencia trascendió y más tarde fue seguida por Claude Debussy. En la primera pieza da instrucciones al intérprete para que toque très luisant ("muy brillantemente"), du bout de la pensée ("desde la punta del pensamiento") y sur la langue ("sobre la lengua"). Asimismo se indica al pianista que "pregunte insistentemente en su interior", "se arme de clarividencia", "se aconseje cuidadosamente" y "escarbe en el sonido", mientras toca "con gran bondad" y se mueve "paso a paso".

### Trois gnossiennes
Las tres primeras gnossiennes muestran su lado más ligero y cómico, aludiendo sólo ligeramente a un periodo de profundo misticismo que vendría después. Carecen de indicación de compás y de barras de compás, lo cual se conoce como ritmo libre. Con respecto al tempo, siguen la línea de las gymnopédies con tempi lentos.

#### N.º 1 Lent
La primera gnossienne lleva la indicación Lent, que en francés significa "lento". Fue compuesta en 1890. Apareció dedicada a Alexis Roland-Manuel en la edición de 1913. Aunque la pieza utiliza escalas sintéticas y ritmo libre, se puede entender que subyace la tonalidad de fa menor y el compás de 4/4. La estructura sigue este esquema: A–A–B–B–C–C–B–B; A'–B–B–C–C–B–B'.
Puede parecer poco revolucionaria a oídos modernos, pero si se considera en el contexto del alto romanticismo y el primer expresionismo, la elegancia espartana de la pieza es notable. Los contornos de la sencilla melodía, que serpentea misteriosamente dentro de un inusual modo menor, se resaltan sutilmente con articulaciones de notas de gracia que suenan vagamente a Oriente, mientras que la mano izquierda mantiene un somnoliento acompañamiento de acordes de tónica. Esta paleta más bien gris pone en mayor contraste los dos rasgos más destacables. Por un lado, los cambios de la tónica al acorde de subdominante, que en la práctica tonal tradicional sería un movimiento más bien débil, pero pesa más en estas circunstancias. Por otro lado, la aparición de una nueva idea melódica que asciende a través del modo de una manera más dirigida, alcanzando su punto máximo en el cuarto grado ascendido. Así pues, el interés de la pieza no radica en los cambios de color, sino en sutiles variaciones en la intensidad del tono.

#### N.º 2 Avec étonnement
La segunda gnossienne lleva la indicación avec étonnement, que en francés significa "con asombro". Fue compuesta en 1890, siendo en realidad la quinta en orden de composición. Aparecía dedicada a Antoine de La Rochefoucauld en el facsímil impreso de 1893. Las escalas utilizadas presentan similitudes con las formas transpuestas de los modos dórico, frigio y locrio. El ritmo se puede asimilar al compás de 4/4 mientras la melodía se mueve en tresillos. La forma responde al siguiente patrón: A–A'–B–B'–C–C'–B–B"–A.
Al igual que sus compañeras, se inspiró supuestamente en la danza de las grullas que se interpretaba en el laberinto de Cnosos en la antigua Grecia. Se trata de una pieza lenta y onírica, que emplea melodías modales del tipo que Satie imaginaba que se tocaban en la antigua Grecia, y prescinde de las barras de compás. Al evocar una escena de casi 2.000 años de antigüedad, Satie compuso en realidad una miniatura completamente moderna. Lo que hace que esta pieza parezca moverse más rápido que las otras gnossiennes es una figura de trino incorporada a la melodía inicial. La primera vez que suena la melodía está marcada con la indicación avec étonnement ("con asombro") y se repite con la admonición típicamente irrelevante ne sortez pas ("no salgas"). Surge una segunda melodía más serpenteante y melancólica, marcada dans une grande bonté ("con una gran bondad"). La tercera melodía es poco más que una variante de ésta, más aguda en el pentagrama, marcada plus intimement ("más íntimamente"). A continuación, el compositor retrocede a través de la segunda melodía, con las indicaciones avec une légère intimité y sans orgueil ("con una ligera intimidad"; "sin orgullo"), hasta una repetición final de la primera melodía. En todo momento, la armonía se desplaza en direcciones inesperadas hacia reinos lejanos, manteniendo una inestabilidad constante y una sensación de inquietud, por letárgica que sea.

#### N.º 3 Lent
La tercera gnossienne va marcada de nuevo con la indicación Lent. Fue compuesta en 1890. Un borrador fechado alrededor de 1890, que contiene sólo dos compases incompletos, muestra que Satie estaba empezando a orquestar esta pieza. Las líneas melódicas usan en ocasiones el modo eólico y otras veces la escala menor húngara. La tonalidad es ambigua. El compás subyacente vuelve a ser 4/4.
Su ritmo comedido, su métrica ternaria y su lento movimiento armónico reflejan toda la atención que se presta al desarrollo de la lenta y sinuosa melodía modal de la pieza, cuya angularidad y cromatismo llevan a la pieza hacia modulaciones inesperadas y campos armónicos conflictivos. La atmósfera inicial y el carácter modal se asemejan mucho a la Gnossienne n.º 1, pero sus melodías más aventureras llevan a esta pieza mucho más lejos de la base armónica estable que se mantuvo constante en la n.º 1. Desprende un marcado aire de exotismo y misterio, realzado por el título críptico característico de Satie. Los coloridos giros cromáticos y las tangentes armónicas de la pieza pueden escucharse, según una teoría, como una evocación musical de la danza de las grullas que se realizaba fuera del laberinto de Cnosos. La pieza es inequívoca en su deliberación emocional y su lúcida expresividad.

### Gnossiennes n.º 4–6
Estas tres piezas según Meredith Gailey son con diferencia las mejores de las seis y las más elegidas para la grabación.

#### N.º 4 Lent
La cuarta gnossienne retoma la indicación Lent. Fue compuesta el 22 de enero de 1891, según figura en el manuscrito. La partitura manuscrita se conserva bajo la denominación Ms 100051 en la Biblioteca Nacional de Francia y se puede consultar en línea.
A menudo se considera la más interesante musicalmente. Está escrita en la menor y cuenta con una línea de bajo en torno a un acorde menor del cuarto grado (re menor), mientras que la parte del bajo propone un acorde de do menor en ostinato. La sección B, que suele considerarse muy inspirada, usa semicorcheas para contrastar la melodía menor de la sección A.

#### N.º 5 Modéré
La cuarta gnossienne lleva la indicación Modéré que es Moderato en francés. Fue compuesta el 8 de julio de 1889, siendo la primera composición de Satie desde las Gymnopédies. En cualquier caso es anterior a todas las demás gnossiennes conocidas, incluyendo las tres primeras. La partitura autógrafa se conserva bajo la denominación Ms 10054 en la Biblioteca Nacional de Francia y se puede consultar en línea.

#### N.º 6 Avec conviction et avec une tristesse rigoureuse
La sexta y última gnossienne va marcada con la indicación Avec conviction et avec une tristesse rigoureuse que significa "con convicción y con una tristeza rigurosa". Fue compuesta en enero de 1897, casi ocho años después de la primera pieza del conjunto. La partitura autógrafa se conserva también bajo la denominación Ms 10054 en la Biblioteca Nacional de Francia y se puede consultar en línea.
La parte de atrás del manuscrito de esta pieza contiene bocetos que muestran que Satie empleó la canción folclórica de Northumbria The Keel Row como base para su propia composición. También Debussy utilizó esta misma canción en su obra Gigues.

### Le fils des étoiles
La música incidental Le fils des étoiles, compuesta en 1891, contiene una gnossienne en el primer acto. Para esta pieza la denominación gnossienne es sin duda de Satie, según se desprende de la correspondencia intercambiada con su editor. Como consecuencia de ello esta música se conoce a veces como la séptima gnossienne. Esa parte de Le fils des étoiles se reutilizó como manière de commencement ("manera de comenzar"), que es el primero de los siete movimientos de Trois morceaux en forme de poire.

## Influencia
Las obras para piano de Erik Satie, aunque por su carácter a menudo mantienen un perfil bajo, presagian en muchos sentidos algunas de las ideas musicales más dominantes del siglo XX, desde las síncopas y los contornos melódicos del jazz hasta las oscilaciones acordales del pop y la inmovilidad armónica del minimalismo. En el corazón de cada una de sus miniaturas para piano hay una textura aerodinámica y una economía de medios que inducen un agudo enfoque expresivo que, como atestiguarán quienes toquen sus obras, contradice las caracterizaciones de distanciamiento emocional y austeridad que a menudo se asocian con Satie y sus seguidores franceses. Satie avanzó más en la dirección de las distintivas miniaturas para piano de Franz Schubert, utilizando a menudo materiales musicales escasos y concentrados para evocar un único estado de ánimo o vislumbrar, pero con una notable precisión de matices emocionales.

## En la cultura popular
Estas obras han servido de inspiración a artistas musicales de diversos géneros para crear sus propias versiones. Tanto las adaptaciones como las interpretaciones de la pieza original han sido incluidas en bandas sonoras de películas, programas de televisión, videojuegos, etc.

### Adaptaciones
Las Gnossiennes originales (1, 2 y 3), fueron orquestadas por John Lanchbery, las tres restantes por Robert Caby. 
Gnossienne n.º 1
- 1982 – "The Big Dig", sencillo de Family Fodder que es una versión dub de esta obra.
- 1994 – "La flor de Estambul", versión del cantautor español Javier Ruibal que pone letra a la Gnossienne n.º 1.
- 2008 – Chris Martin de Coldplay tocaba parte de la Gnossienne n.º 1 después de "Politik" en los conciertos de la gira Viva la Vida (2008-2010).
- 2011 – "Battle of Trees", tema del álbum Night of Hunters de Tori Amos que se basa en esta misma pieza.

Gnossienne n.º 3
- 1994 – "Jazz Is Paris", canción del álbum Paris de Malcolm McLaren en la que suena el tema inicial de esta obra tocado por una trompeta en los minutos 1:05 y 2:25.
- 2020 – "Art Hoes", tema del disco Old Blood del rapero ruso Boulevard Depo que utiliza como base esta pieza.

Gnossienne n.º 5
- 2001 – "On Tourne en Rond", tema del disco Section Est Vol.3: Clic Clic de los artistas de hip hop Fredy K, Nayah, R Can & Rost que usa como base el tema inicial de esta obra.

### Inclusión en bandas sonoras[26]
Gnossienne n.º 1
- 1968 – Una historia inmortal (Histoire immortelle), película de Orson Welles.
- 1989 – Violent Cop (Sono otoko, kyôbô ni tsuki), film de Takeshi Kitano.
- 1999 – Inocencia interrumpida, film de James Mangold en que se eliminó una escena en la que Annette, madre de Susanna Kaysen, toca al piano un breve fragmento de la obra.
- 2000 – Chocolat, largometraje de Lasse Hallström.
- 2003 – Cinco cerditos, adaptación televisiva hecha por Kevin Elyot de la novela homónima Agatha Christie.
- 2005 – Revolver, película de Guy Ritchie.
- 2006 – The Painted Veil, película de John Curran y protagonizada por Naomi Watts, Edward Norton y Liev Schreiber.
- 2008 – Käsky, película de Aku Louhimies.
- 2008 – París, película de Cédric Klapisch.
- 2008 – Man on Wire, documental de James Marsh.
- 2009 – 3 Seasons in Hell, película de Tomáš Mašín.
- 2010 – Atami no Sousakan, drama japonés en el que a menudo se escucha la primera gnossienne en una máquina de discos.
- 2011 – Hugo, film de Martin Scorsese.
- 2011 – Italian Gardens, serie de Monty Don de la BBC.
- 2011 – Boss, serie de televisión en cuyo episodio piloto "Listen" la pieza es interpretada al final y al comienzo del episodio 1x07 "Stasis".
- 2012 – Flashpoint, serie en cuyo episodio 5x11 además de servir como fondo musical, Clark Lane (un personaje recurrente e hijo del personaje principal Ed Carril) aparece practicando la pieza para un recital de piano que tiene lugar fuera del alcance del episodio.
- 2015 – Love, película de Gaspar Noé.
- 2016 – Mr. Robot, serie televisiva en cuyo episodio 2x10 "(eps2.8_h1dden-pr0cess.axx)" se oye la pieza mientras Philip Price habla sobre el poder.
- 2020 – Gambito de dama, miniserie en cuyo capítulo 1x02 "Intercambios" Alma Wheatley interpreta la pieza en la planta baja de su casa mientras Beth la observa.

Gnossienne n.º 3
- 2009 – Mr. Nobody, película de Jaco Van Dormael.
- 2011 – Rodin, ballet de Boris Eifman que utiliza esta composición como tema de cierre en ambos actos.
- 2014 – The November Man (La conspiración de noviembre, en España), de Roger Donaldson, película en la que la actriz Olga Kurylenko interpreta unos acordes de esta pieza musical.
- En el anuncio publicitario de Victoria's Secret para su línea de perfumes "Dream Angels".

Gnossienne n.º 4
- 2002 – About Schmidt, película de Alexander Payne.
- 2007 – How About You, film de Anthony Byrne en el que la pieza es interpretada repetidamente por uno de los personajes.

Gnossienne n.º 5
- 2011 – Essential Mix, programa de radio de la BBC de James Blake que abría con esta pieza.

Varias gnossiennes
- 1963 – El fuego fatuo (Le feu follet), película de Louis Malle que incluye las tres primeras gnossiennes.
- 1979 – Being There, película de Hal Ashby protagonizada por Peter Sellers que incluye piezas ligeramente basadas en la gnossienne n.º 4 y n.º 5.
- 1981 – Diva, film de Jean Jacques Beineix en el que se puede escuchar un pastiche de las gnossiennes y gymnopédies de Erik Satie compuesto por Vladimir Cosma.
- 1988 – Cortocircuito 2, película de Kenneth Johnson para la que Charles Fox compuso un pastiche similar para la escena tras el ataque del robot Johnny 5.
- 2008 – Elegy, película de Isabel Coixet.
- 2010 – La Desaparición de Haruhi Suzumiya, adaptación cinematográfica hecha por Tatsuya Ishihara de la novela de Nagaru Tanigawa en cuya banda sonora se incluyen las tres primeras gnossiennes.